# Porazdelitev mase
Porazdelítev máse je izraz, ki se uporablja v fiziki, znanostih o Zemlji in tehniki, in opisuje prostorsko porazdelitev mase znotraj trdnih teles. Načeloma ustreza tudi za pline in kapljevine, vendar je na Zemlji njihova porazdelitev mase skoraj homogena. V astronomiji pa ima odločujoč vpliv pri razvoju na primer meglic, zvezd ali planetov.
Porazdelitev mase togega telesa določa njegovo masno središče in vpliva na njegovo dinamično obnašanje kot so nihanja ali vrtenje. Matematično lahko porazdelitev mase modeliramo s teorijo potenciala, z numeričnimi metodami (veliko število masnih točk) ali s teoretično obravnavo mehanskih ravnovesij. V geologiji se upošteva tudi gostota kamenin.
Na vrteča toga telesa zelo vpliva porazdelitev mase, tako homogena kot nehomogena. 